# Южни Алпи
Южните Алпи (на английски: Southern Alps), наричани още Новозеландски Алпи, са планинска верига, простираща се с дължина около 500 km от североизток на югозапад по цялото протежение на Южния остров на Нова Зеландия. Средната им надморска височина е 2000 – 3000 m, а максималната – 3724 m на връх Кук, издигащ се в централната им част.
Планината е изградена основно от кристалинни шисти, гранитни интрузии и перидотити. Нейните западни склонове са къси и стръмно спускащи се към брега на Тасманово море, като с много малки изключения стигат до самия бряг. Източните склонове са много по-дълги (от 80 до 200 km) и полегато се спускат към крайбрежните равнини (Кентърбърийска, Саутленд и други по-малки). За най-високите части на планината са характерни алпийските форми на релефа: вечни снегове и ледници – Тасман (23,5 km), Франц Йосиф, Фокс и други с обща площ около 1000 km², циркуси, трогови долини и др.
Реките, спускащи се по западните стръмни склонове на Южните Алпи са къси, бурни и пълноводни целогодишно, като най-големите са Булер и Грей. На изток, югоизток и юг текат много по-дълги, с по-малък наклон и сезонно пълноводни реки: Уирау, Северна Уаиау, Хурунуи, Уаимакарири, Ракаиа, Рангитата, Уаитаки, Клута, Матаура, Южна Уаиау и много други. В Южните Алпи са разположени няколко десетки големи и красиви планински езера: Текапо, Пукаки, Хавеа, Уанака, Уакатипу, Те Анау (най-голямо), Манапоури и др. Западните наветрени склонове на Южните Алпи са покрити с вечнозелени широколистни и иглолистни гори, а източните подветрени са заети от сухолюбиви храсти и треви.
Южните Алпи са трудно проходими и през тях преминава (през прохода Артурс) само едно шосе и жп линия, свързващи източния и западния бряг на Южния остров.